# La Peste (album)
La Peste är ett musikalbum med Alabama 3. Albumet är gruppens andra och det släpptes 24 oktober 2000.
Som på debutalbumet Exile on Coldharbour Lane fortsätter man att blanda elektronisk musik med blues och country. La Peste är dock en aning mörkare än debuten. Bland låtarna finns bland annat en cover på Eagles "Hotel California". Låttiteln "Sad Eyed Lady of the Lowlife" är en referens till Bob Dylans "Sad Eyed Lady of the Lowlands", utöver denna fras har låtarna dock ingenting gemensamt.

## Låtlista
1. "Too Sick to Pray" - 4:45
2. "Mansion on the Hill" - 3:00
3. "Sad Eyed Lady of the Lowlife" - 4:43
4. "Walking in My Sleep" - 6:09
5. "Wade in the Water" - 5:15
6. "Hotel California" - 5:34
7. "Cocaine (Killed My Community)" - 4:44
8. "The Thrills Have Gone" - 4:30
9. "2129" - 4:24
10. "Strange" - 5:27
11. "Sinking" - 5:29